# Triplophyllum batesii
Triplophyllum batesii är en ormbunkeart som beskrevs av Holtt. Triplophyllum batesii ingår i släktet Triplophyllum och familjen Tectariaceae. Inga underarter finns listade.